# Lindhelle

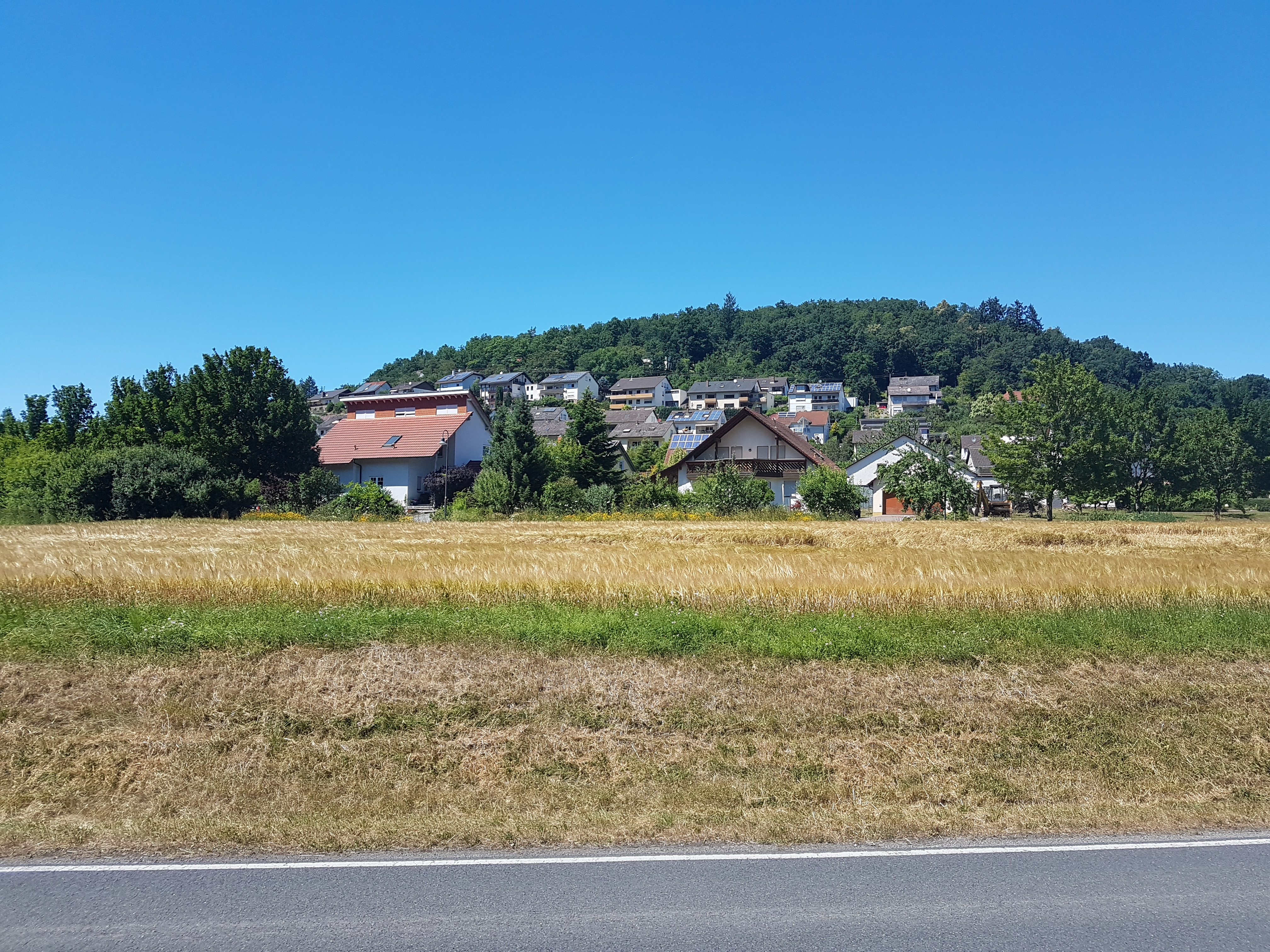
Blick von der L 506 auf den Wohnplatz Lindhelle

Lindhelle ist ein Wohnplatz auf der Gemarkung des Werbacher Ortsteils Gamburg im Main-Tauber-Kreis im Nordosten Baden-Württembergs.

## Geographie
Der Wohnplatz Lindhelle liegt in Flussrichtung rechts der Tauber auf einer gleichnamigen Erhebung. Der Hauptort Gamburg liegt nordöstlich gelegen und links der Tauber. Die L 506 führt im Halbkreis von Osten bis Westen um den Wohnplatz herum. In unmittelbarer Nähe des Wohnplatzes Lindhelle befindet sich der ehemals eigenständige Wohnplatz Gasthof Tauberperle, der als im angrenzenden Ort Gamburg aufgegangen gilt.

## Geschichte
1989 wurde unterhalb der Flur Lindhelle bei Grabungsarbeiten für ein Regenüberlaufbecken in etwa fünf Metern Tiefe ein Stoßzahn eines Mammuts gefunden, welcher hierbei zerbrach. Nach der Restaurierung wurde er ins Historische Museum Wertheim verbracht.
Der Wohnplatz kam als Teil der ehemals selbstständigen Gemeinde Gamburg am 1. Januar 1975 zur Gemeinde Werbach.

## Verkehr
Der Wohnplatz Lindhelle ist über die L 506 zu erreichen. Am Wohnplatz liegen neben der gleichnamigen Straße Lindhelle noch die Straßen Altekirchen und Am Sand.